# Xã Perrysburg, Quận Wood, Ohio
Xã Perrysburg (tiếng Anh: Perrysburg Township) là một xã thuộc quận Wood, tiểu bang Ohio, Hoa Kỳ. Năm 2010, dân số của xã này là 12.512 người.